# Hoštice nad Labem
Hoštice nad Labem  jsou XXIX. část statutárního města Děčína. Nachází se na jihu Děčína. Děčín XXIX-Hoštice nad Labem leží v katastrálním území Hoštice nad Labem o rozloze 2,56 km².

## Historie
První písemná zmínka o vesnici pochází z roku 1383.

## Obyvatelstvo
Při sčítání lidu v roce 1921 ve vsi žilo 39 obyvatel (z toho šestnáct mužů) německé národnosti a římskokatolického vyznání. Podle sčítání lidu z roku 1930 měla vesnice padesát obyvatel: 49 Němců a jednoho cizince. Kromě pěti lidí bez vyznání byli římskými katolíky.
| | 1869 | 1880 | 1890 | 1900 | 1910 | 1921 | 1930 | 1950 | 1961 | 1970 | 1980 | 1991 | 2001 | 2011 |
| --- | ---- | ---- | ---- | ---- | ---- | ---- | ---- | ---- | ---- | ---- | ---- | ---- | ---- | ---- |
| Obyvatelé | 113  | 126  | 112  | 120  | 143  | 129  | 145  | 61   | 60   | 35   | 22   | 15   | 28   | 28   |
| Domy | 20   | 21   | 22   | 23   | 22   | 22   | 25   | 25   | .    | 12   | 9    | 12   | 10   | 12   |
| Tabulka zahrnuje údaje osad Ptačí, Smordov a Všeraz. Počet domů z roku 1961 je zahrnut v domech místní části Lesná. |      |      |      |      |      |      |      |      |      |      |      |      |      |      |